# Estienne Roger

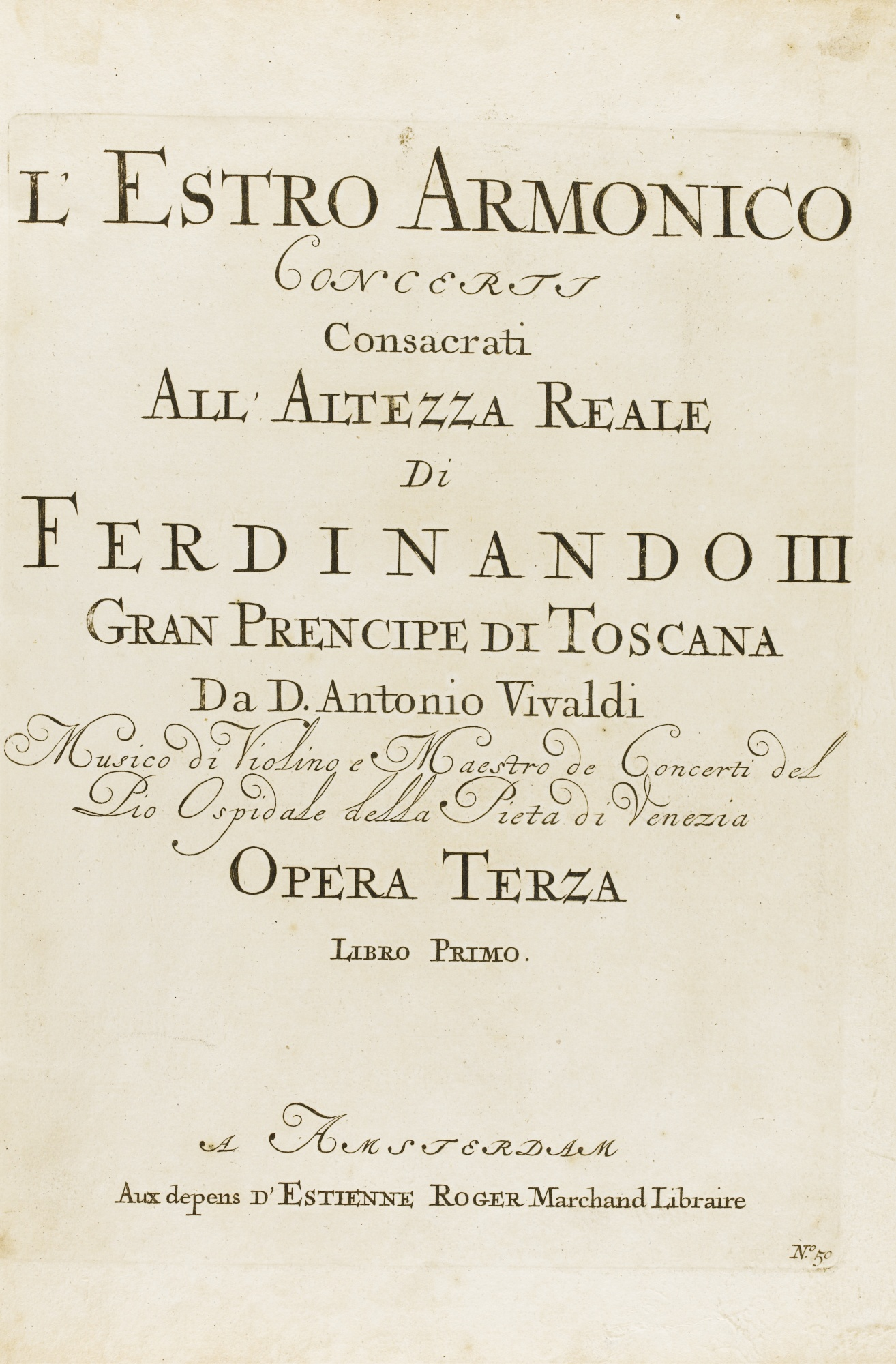
Titelseite von 1711

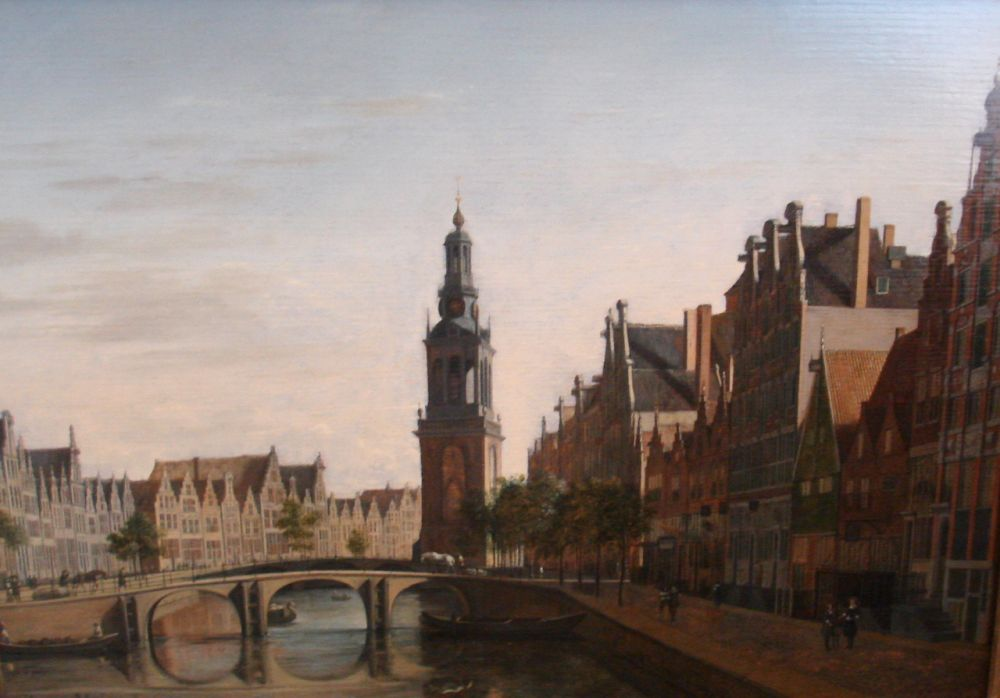
Ab 1709 lebte und arbeitete Roger am Singel, unweit dieses Turms

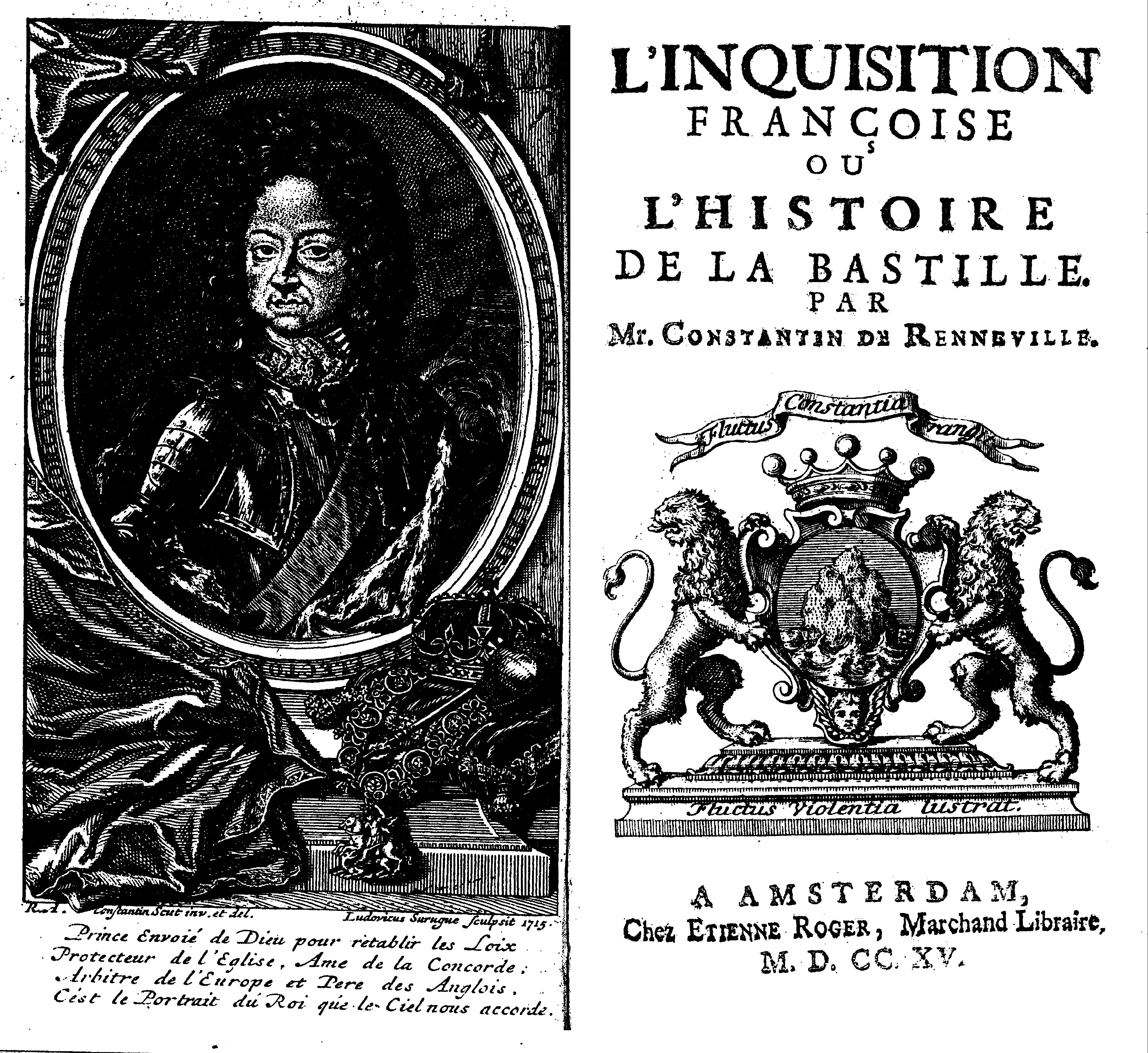
Frontispiz und Titel von Constantin de Rennevilles L’Inquisition Françoise, von Roger 1715 verlegt

Estienne Roger, auf seinen Ausgaben oft auch Étienne Roger  (* 1664 oder 1665 in Caen, Frankreich; † 7. Juli 1722 in Amsterdam), war ein französisch-niederländischer Drucker und Verleger.

## Leben und Wirken
Estienne Roger entstammte einer französischen Hugenottenfamilie. Nach der Aufhebung des Edikts von Nantes 1685 floh die Familie nach Amsterdam, wo Roger das Druckerhandwerk erlernte. 1691 heiratete er Marie-Suzanne de Magneville (um 1671–1712). Bis 1697 arbeitete er dreieinhalb Jahre bei Antoine Pointel und ein Jahr in der Buchhandlung von Jean-Louis de Lorme. Danach machte er sich mit einer eigenen Druckerei in der Kalverstraat selbständig.
Schwerpunkte seiner verlegerischen Arbeit waren Geschichtsbücher, Grammatiken, Lexika und vor allem Musikalien. Zwischen 1696 und 1722 veröffentlichte er über 500 Notendrucke, darunter Werke von dall’Abaco, Albicastro, Albinoni, Bassani, Bonporti, Bustijn, Caldara, Corelli, Pepusch, Scarlatti, Somis, Torelli, Valentini, Veracini und Vivaldi. 
Ein Teil davon war vorher bereits bei anderen Verlegern erschienen (z. B. bei Sala in Venedig oder bei Ballard in Paris) und wurde von Roger lediglich nachgedruckt, doch war dies aufgrund des mangelnden urheberrechtlichen Schutzes damals gängige Praxis. Auch Roger selbst musste unautorisierte Nachdrucke seiner Ausgaben hinnehmen, z. B. durch Pierre Mortier in Amsterdam oder John Walsh in London. Mortier brachte von 1708 bis zu seinem Tod 1711 zahlreiche Veröffentlichungen Rogers zu höheren Preisen heraus, aber mit „weniger Fehlern“. Danach kaufte Roger den Nachlass Mortiers von der Witwe.
Rogers editorische Sorgfalt und geschmackvolle Gestaltung wurden in ganz Europa geschätzt. Komponisten wie Vivaldi und Albinoni, die ihre Werke zunächst in ihrem Heimatland veröffentlicht und dann die überlegene Qualität von Rogers Nachdrucken kennengelernt hatten, boten ihre neuen Sammlungen ab ca. 1710 gleich Roger zum Druck an. Geschäftsbeziehungen zu Verlegern in Rotterdam, Brüssel, Lüttich, Paris, Köln, Leipzig, Halle, Berlin, Hamburg und London sorgten für eine weite Verbreitung, sodass die Verbindung mit Roger für die italienischen Komponisten auch finanziell lukrativer war als der Verkauf über einheimische Verleger. Ab 1712 wurden alle Druckplatten nummeriert.
Rogers Fähigkeit, das europäische Publikum zu erreichen, wird auch an Veröffentlichungen wie der von ihm verlegten Französischen Inquisition Constantin de Rennevilles im Jahre 1715 deutlich. Übersetzungen ins Englische und Deutsche erschienen noch im selben Jahr; Leser in London und Nürnberg müssen die originale Publikation, um sie übersetzen zu können, binnen weniger Wochen in Händen gehalten haben.
1716 heiratete Rogers Tochter Françoise (1694–1723) den Drucker Michel-Charles Le Cène. Er wirkte in den folgenden Jahren an den nichtmusikalischen Publikationen der Firma mit, bevor er 1720 eine eigene Druckerei gründete. Ebenfalls 1716 setzte Roger seine zweite Tochter Jeanne (1701–1722) testamentarisch zu seiner Nachfolgerin ein; in den verbleibenden sechs Jahren bis zu seinem Tod erschienen seine Ausgaben unter ihrem Namen.
Jeanne Roger überlebte ihren Vater nur um fünf Monate. Da sie sich in der schweren Krankheit, die zu ihrem frühen Tod führte, von ihrer Schwester Françoise nicht genügend unterstützt fühlte, hinterließ sie das Unternehmen nicht ihr und ihrem Schwager Le Cène, sondern ihrem Angestellten Gerrit Drinkman. Als dieser ebenfalls nach einigen Monaten starb, konnte Le Cène die Firma erwerben. Bis 1743 setzte er die musikverlegerische Arbeit seines Schwiegervaters mit knapp 100 Neuveröffentlichungen und zahlreichen Nachdrucken älterer Werke fort.